# Понъя
Понъя — река в России, протекает в округе Вуктыл Республики Коми. Устье реки находится в 275 км по левому берегу реки Щугор. Длина реки составляет 30 км.
Высота устья — 347,2 м над уровнем моря.
Исток реки находится на Северном Урале на северо-западных склонах хребта Саранъиз. Исток лежит на границе с Троицко-Печорским районом и на водоразделе Щугора и Илыча, рядом берёт начало река Кожимъю.
Течёт на север, почти параллельно Щугору, в верхнем и среднем течении долина зажата между хребтами Саранъиз с востока и Тондер с запада. После впадения Пеленьи поворачивает на восток и впадает в Щугор. Всё течение проходит по ненаселённой холмистой тайге, характер течения — горный. В среднем течении ширина реки около 12 м, скорость течения 0,9 м/с; в нижнем течении ширина реки около 35 м, скорость течения 0,6 м/с. Приток — Пеленья (левый), помимо неё принимает большое число безымянных ручьёв стекающих с окрестных гор.

## Данные водного реестра
По данным государственного водного реестра России относится к Двинско-Печорскому бассейновому округу, водохозяйственный участок реки — Печора от водомерного поста у посёлка Шердино до впадения реки Уса, речной подбассейн реки — бассейны притоков Печоры до впадения Усы. Речной бассейн реки — Печора.
Код объекта в государственном водном реестре — 03050100212103000062071.